# 230151 Vachier
230151 Vachier este un asteroid din centura principală de asteroizi.

## Descriere
230151 Vachier este un asteroid din centura principală de asteroizi. A fost descoperit pe 20 august 2001 la Pic du Midi la Observatoire du Pic du Midi. Asteroidul prezintă o orbită caracterizată de o semiaxă mare de 2,34 ua, o excentricitate de 0,15 și o înclinație de 10,5° în raport cu ecliptica.